# Пирогов, Михаил Степанович
Михаи́л Степа́нович Пирого́в (17 [29] декабря 1887, с. Новосёлки, Рязанский уезд, Рязанская губерния — 1933) — русский певец (бас), представитель династии певцов братьев Пироговых. Протодиакон Русской православной церкви.

## Биография
В отличие от братьев избрал духовную карьеру: в молодости был рукоположен в диаконы в Рязанском кафедральном соборе, причём его службы пользовались популярностью у прихожан прежде всего благодаря диапазону и мощи голоса. В начале 1910-х годов вслед за бывшим ректором Рязанской семинарии епископом Иоанном перебрался в Ригу, где служил в Рижском православном соборе. В 1912 году благодаря своему пению был приглашён императором совершать богослужения в церкви Зимнего дворца в Санкт-Петербурге. Впоследствии служил в московском Богоявленском патриаршем соборе, в Храме Христа Спасителя.
В 1913—1914 годах учился в музыкальном училище при Московском филармоническом обществе (по классу Л. Д. Донского), участвовал в концертах вместе с братьями Александром и Григорием, однако профессиональным вокалистом стал только после Октябрьской революции (предварительно обратившись за разрешением к патриарху Тихону, который наложил на прошение резолюцию: «Петь разрешаю, но без припляса»; впрочем, по другой версии данная резолюция не имела отношения к Михаилу Пирогову). В 1922—1923 годах пел в Театре музыкальной драмы (бывш. «Опера Зимина»), позднее — в театре им. Сафронова на Таганке, исполнил партии Ивана Хованского («Хованщина» М. П. Мусоргского), Спарафучиле («Риголетто» Д. Верди), Старого слуги («Демон» А. Г. Рубинштейна) — в последнем спектакле участвовали и его братья Григорий (Демон) и Александр (князь Гудал). Вскоре оставил сцену и до конца жизни служил протодьяконом в московском Богоявленском соборе. Умер в 1933 году от печного угара.
По свидетельству братьев, Михаил обладал наиболее выдающимися вокальными данными в семье. «Михаил легко брал любую ноту, от до большой октавы до ля первой. Даже крайние ноты у него получались на редкость естественными и полнозвучными: густой орган внизу и колоссальной силы, звенящие металлом ноты в верхнем регистре». Однако в условиях оперной сцены качество его вокала снижалось, а в игре сквозила неуверенность, вследствие чего сценическая карьера Михаила — в сравнении с братьями — не удалась.
Игорь Пирогов много лет пел в Краснознаменном ансамбле имени Александрова, был удостоен звания заслуженного артиста России.

## Литература

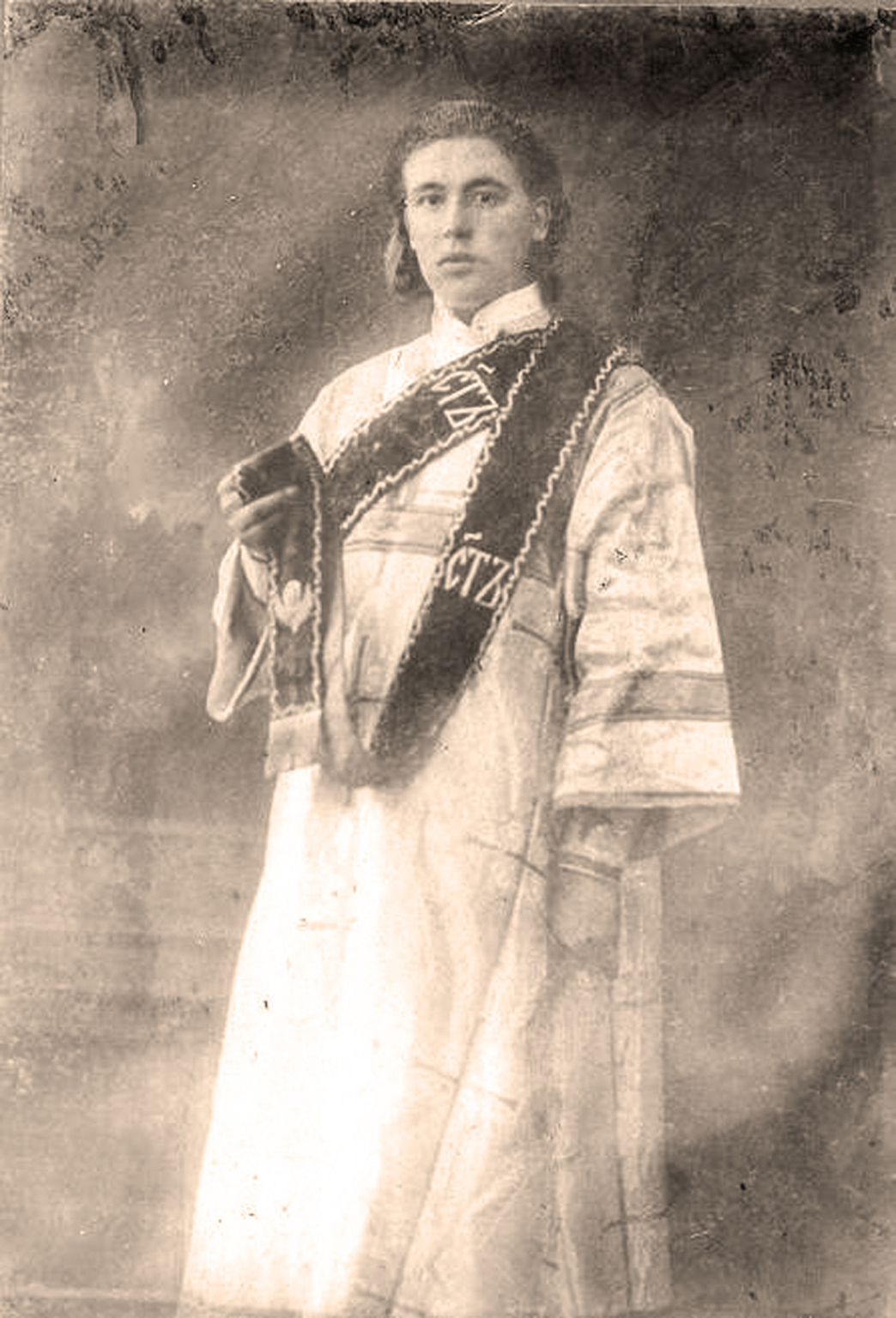
Протодьякон Михаил Пирогов